# GE〜グッドエンディング〜
『GE〜グッドエンディング〜』は、流石景による日本の漫画。『週刊少年マガジン』（講談社）2009年19号に読み切りとして掲載され、同年38号から連載が開始された。高校を舞台としたシリアスタッチの恋愛漫画である。

## 概要
主人公の内海ほか、主要な登場人物は全て高校生であり、彼ら彼女らはすべて公立の「浪丘高等学校」に在籍している。登場する人物のほとんどが大学進学を志望し、または卒業後進学していることや、ヒロインが医学部を志望していることなどから、浪丘高校は一定レベル以上の進学校であると推定できる。交際に至るまでの内海の悩みや他の登場人物との絡み合い、交際が始まってからの2人の苦悩と成長が描かれている。
作中で描かれている街並みは小田急小田原線や東武東上線沿線の風景がよく出てくる。滝口瑛理と河野哲也の住まいは板橋区の大山駅近く、黒川雪の出身地は長野県で現在の寄留先（＝従兄弟宅）は世田谷区の祖師ヶ谷大蔵駅が最寄駅であるようにそれぞれ描かれている。また作中登場する他校の校名には神奈川県に実在する高校名に似せた校名が出てくる。
サブタイトルは英語を片仮名表記したものとなっている。

## あらすじ
プロローグ
浪丘高校2年生の内海聖志はテニス部部長の池谷晶に想いを打ち明けられず、遠くからその姿を眺めるだけの日々を送っていたが、察知した黒川雪により撃退される。当初は覗きに対し嫌悪感を示していた雪だが、聖志の態度に、聖志が晶に告白できるよう恋愛の後押しをする。聖志のテニス部入部や晶との朝練習など通し、聖志と晶はその仲を深めていくものの、晶は届かない恋だとは思いながらもテニス部の先輩である沢田健人への思いを払拭できずにいた。そのさなか聖志が晶に告白すると決めていたデートが当日の朝になってキャンセルされる。失意の中、部活用にテニスラケットを買いに出かけた聖志だったが、そこで晶に遭遇し、聖志は話しかけようとする。だが晶の隣には健人がいた（2巻）。
8巻～9巻
失恋後、聖志と雪は魅かれ合うようになり、健人の浮気により彼と別れた晶や聖志のバイト先で知り合った後輩の大沼理沙の恋心の介入により波乱が続いたものの、紆余曲折を経ながらも高校2年の秋に2人は交際を始める（8巻）。順調に中を深めていく2人だったが、聖志の誕生日、雪が中学時代の元彼である雨宮透流との間にあった事件によるトラウマから聖志との初体験に失敗し、それ以後の聖志の雪への配慮が逆に重荷となって耐えられなくなった雪は聖志に別れを告げる（9巻）。
11巻～13巻
別れによる聖志の精神的不安定が落ち着いた頃、聖志の前に再び現れたのは晶であった。雪と心がすれ違う中、聖志は心の傷を的確に埋めてくれる晶の優しさに惹かれ、彼女と付き合うことになる（11巻）。晶を大切にしたいと感じる聖志だったが、雪への想いを完全に払拭することもできず、その態度に対し晶はついに我慢が限界に達し感情を爆発させてしまう。だが聖志は晶の感情をすべて受け止めた上で自分の誠意を伝え、ついに2人は初夜を迎える（13巻）。
14巻～16巻
聖志たちは3年生となり、浪丘高校テニス部にも新入部員が入ってきた。新1年生氷室結仁は雪への明確な恋心を示し、その手助けを聖志に求める。それに応え雪に結仁との関係を勧める聖志だったが、雪から告げられたのは彼女の未だ続く聖志への恋心と2人の関係をリセットする提案であった（14巻）。そんな中、雪の前に彼女のトラウマを作った張本人である透流が現れた。透流は雪に雪の認識している事実に誤解があると事件の真相を明かし、その上で元の関係に戻るよう求める。元の仲には戻れないが、透流を見捨てたくないとの思いから雪は毎晩透流の電話に応え説得するが、結果雪に疲労が蓄積していく。そんな雪を見て助けてあげたいと切に感じる聖志だったが、晶と付き合っている聖志が自分に構うのを良しと思わなかった雪の「中途半端な気持ちで人にかまうのは罪なこと」という言葉が胸に刺さる。そして聖志のした選択は晶との別れであった（15巻）。テニス部夏合宿で雪が一時的にいなくなった出来事から、聖志は雪への恋心を確信。雪にその思いを告げる。その2日後、雪が失踪した。

## 登場人物
※人物の学年は連載開始段階のもの。作中で1学年進級している。

### 主要人物
内海 聖志（うつみ せいじ）
作中の呼称は「内海（君）」「聖志（君）」「ウッチー」。本編の主人公。
浪丘高校2年生。誕生日10月12日。身長172cm。血液型はO型。硬式テニス部所属。ハンバーガーショップでアルバイトをしている。池谷晶とは自宅最寄駅が同じであり、比較的近辺に住んでいる。また泉司・河野哲也とは同じ中学校の出身者である。
成績も運動神経も並以下の男子。自分に自信が持てずに行動に対し後ろ向きな姿勢が多々見られる。
ラブホテルで雪を介抱した際キスしそうになる、デートをドタキャンして他の男とデートしていた晶の行動を正当化する、バイト仲間の非を咎めていたにも関わらずすぐに自分に非があったような態度を取るなど、環境に流されやすく、また周囲に影響を受けやすい。ただ全体的な性格は穏やかで、優しい部分も多々ある。
当初先輩である晶に魅かれていたが、それを同級生の雪から後押しされるうちに彼女に魅かれるようになっていった。そして高校2年の夏休みに雪に告白することを決意し、直後の硬式テニス部の合宿中にその想いを伝える。その後、一時の誤解も生ずるが、文化祭のあと雪とつきあうようになる。
雪との交際が始まる前後からは状況や他人の言に流されず、また頼もしいところを見せるなど、人としての一定の成長が描かれている。
10年後を描いた最終話では雪と結婚しており、霧島の元で働きながら初の個展を開いた。
黒川 雪（くろかわ ゆき）
作中の呼称は「ユキ」「黒川」。
浪丘高校2年生。誕生日12月7日。身長161cm。血液型はA型。硬式テニス部所属。ヒロインの一人。長野県上水内郡信濃町出身。生家は良家かつ裕福で、家政婦を置いている。現在の住まい（寄留先）は世田谷区在住の伯母宅である清水家である。
テニスの腕前は不明だが、4～5階の窓から顔を出していた聖志の顔にボールをぶつけ双眼鏡を大破させるなど、男子トッププロ顔負けのパワーを持っている。なお硬式テニス部においては2年の秋に、次期部長として指名され承諾している。
長野で過ごした中学時代は同学年で幼なじみでもある恋人（透流）がいたが別れており、そこに至る経緯がトラウマになっている。現在の雪は透流と会う事も頑なに拒む姿勢である。何があったかは家人も知るところであり、高校2年の夏休みには透流が長野の実家を訪問しているが、家人である家政婦は門前払いをした上に二度と来訪しないよう言い渡している。なおその際の経緯が、郷里長野から遠く離れた現在の高校に通っている理由である。
学業成績はかなり良いようで、医学部志望である。このため予備校通いをしており、作中では勉強に時間を割いている様が時折描かれ、そのために登場人物等とは別行動をしていることが多い。一方料理は全くの不得手で、包丁を使うことさえ覚束ない。非常に目を引く容姿を持っており、告白する男子は後を絶たないが、その全てを断っていた。
全般的にクールで口数は多くなく、また独善的な部分がややある。それらが時に、聖志らを悩ませたり自らを追い込んでしまうことが少なからずある。聖志への恋愛指南では有無を言わせず命令に従わせる。
過去のトラウマのため自身の恋愛を拒絶していたが、聖志に触れ少しずつ改善されている。当初聖志と晶の恋愛が成るよう後押ししていたが、やがて自らが聖志に魅かれていき、そのスタンスは徐々に失われていく。なお聖志に惹かれるに至った経緯は不明である。そして高校2年の夏休み、部の合宿中に伝えられた聖志からの想いを受け入れている。
聖志との交際が始まってからは従前ややもすると刺々しかった部分は影を潜め、抱える不安や苦悩を素直に聖志に話して解決しようとするなど、彼女も人として変わりつつあることが描かれている。
最終話では小児科医として病院に勤務。聖志との間に一子を儲けている。
また作者の次作でもあるドメスティックな彼女の単行本最終話で桜坂(旧姓柏原)ももの務める病院にて内海雪として登場。2人目の妊活を考えている、ももに産休を遠慮なくとることをアドバイスしている。
池谷 晶（いけたに しょう）
作中の呼称は「晶」「晶先輩」。
浪丘高校3年生。誕生日は4月10日。身長153cm。血液型はO型。硬式テニス部所属で部長。ヒロインの一人。小学校教諭志望。明るく面倒見のいい性格。ただし多々ドジである一面も描写されている。内海聖志とは自宅最寄駅が同じであり、比較的近い所に住んでいる。ただし出身中学校は別である。
聖志への好意を薄々ながら自覚していたが、その一方で卒業したテニス部の先輩・健人への想いを忘れられずにいた。聖志とのデートの前日に健人から告白を受け交際することになったが、結局健人の浮気が発覚したのを機に別れを告げる。
健人との別れの際、聖志の励ましで立ち直っている。その後再び聖志に対し好意を寄せており、ふとした機会に聖志を自宅へ招くなど大胆な行動にも出ている。聖志の気持ちが自分ではなく黒川雪に向いていることにも気付いており、なおも諦めていなかったが、高校3年の夏休みに行った部の合宿中に聖志と雪が両想いであることを確信し、聖志への想いに区切りをつけようとする。
最終話では夫となった健人と共に聖志の個展に現れ10年ぶりに再会。第二子を妊娠中。

### その他
大沼 理沙（おおぬま りさ）
作中の呼称は「大沼さん」「リサちゃん（さん）」。誕生は11月9日。身長171cm。血液型はA型。
浪丘高校1年生で、聖志とは学校の後輩であると同時にアルバイト先であるハンバーガーショップの同僚でもある。
モデル並みの容姿と抜群のスタイルを持つが、中学時代はかなり太っており、加えて口下手だった為に他人との交流が少なく、話かけられる事があまりなかった。それゆえに「他人が自分に話しかけている」という意識が薄く、反応が遅れたり心の声で自己完結してしまう事が多かったため、挨拶や返事もしない無口・無表情な人間になってしまっていた。また育ちがよいのか言葉遣いは上品で、身のこなしも流麗。反面、いささか世間知らずな一面がある。そのためか時折向こう見ずな行動に出ることがある。
聖志と同じ日にハンバーガーショップのアルバイトを始める事になるが、上記の通り聖志にも全く反応しなかった為、聖志は無視されていると思い、彼女に悪い印象を抱いていた。しかし、理沙が貧血で倒れてしまった際に話すきっかけが生じ、それまで反応しなかった事について謝罪した。その後は聖志の助言により前向きな明るい娘に変わり、学校で友達も増えていった。
聖志に好意を抱いており、積極的かつ大胆にアプローチを続けている。雪に対しては友好的な態度をとりつつ内心ではライバル視しているが、一方で容姿の上で雪に対し引け目がある。
卒業後はたまに泉の会社のモデルを勤めつつ彼に同行しているらしい。
池谷 陸（いけたに りく）
池谷晶の実弟で、小学生である。
滝口 瑛理（たきぐち えり）
作中の呼称は「エリ」。
浪丘高校2年生。誕生日は7月19日。身長163cm。血液型はB型。家庭科部所属（幽霊部員）ののち、現在の作中では野球部マネージャー。
雪の友人で、ギャル系の女子。聖志の事を「ウッチー」と呼ぶ。明るい性格で、イタズラ好きである。元陸上部員で身のこなしは軽い。
雪と聖志がラブホテルから出てくるのを目撃し、聖志と性的行為をしようと迫る。その理由は好意を抱いている男子の友人の「処女は面倒」という発言を真に受け、未経験だと相手にされないと思い込んだからであった（聖志を選んだのは、雪の選んだ相手なら信用できると思ったため）。
聖志に勇気つけられて意中の相手に告白し、結果はフラれてしまったものの決して諦めないと奮起する。それ以降、聖志たちと親しくなり、一緒につるむ様になる。板橋区の大山駅周辺在住。内海・泉・河野とは比較的住まいが近い様子が描かれているが、出身中学校は別である。
最終話では河野とともに聖志の個展に顔を出す。
泉 司（いずみ つかさ）
作中の呼称は｢泉｣「司」「イズミン」。
浪丘高校2年生。誕生日は9月11日。身長164cm。血液型はAB型。
聖志の男友達。イケメンで女子にモテる。女の子とのデートに忙しく、部活には入っていない。聖志が司にアドバイスを受けようと連絡をすると、大概女の子と一緒にいる。ただし女性を見る目は養われており、時々鋭い言動をすることがある。背が低いことを気にしている。束縛される事を嫌う。理数系の科目が得意。
卒業後は父親のアパレル会社を継ぎ、世界を飛び回っている。
河野 哲也（こうの てつや）
作中の呼称は「河野」「ハゲ」。
浪丘高校2年生。誕生日8月9日。身長185cm。野球部所属。
聖志の男友達。野球部でエースピッチャーを務める体育会系。体育以外の科目はどれも苦手。恋愛関係に疎い。
最終話ではエリと結婚しており、社会人野球に進んだことが明かされた。
大沼 千恵（おおぬま ちえ）
大沼理沙の実妹。
清水 涼（しみず りょう）
雪の従兄。デザイン系の専門学校に通う19歳。
雪のことが好きで、聖志を一方的にライバル視している。短気で直情的な性格。なお郷里から離れている雪の寄留先はこの清水家で、最寄駅は小田急小田原線の祖師ヶ谷大蔵駅（世田谷区）である。
沢田 健人（さわだ けんと）
浪丘高校テニス部のOB。大学生。晶の2学年上級の20歳。
晶の憧れの人物だった。大学進学後に付き合いだした恋人と別れ、晶と付き合うことになるが、結局前の恋人とヨリを戻す。
雨宮 透流（あまみや とおる）
青霞学園高校2年生。雪の長野在住時代の幼なじみであり、かつ中学校時代の恋人。自分と雪が性行為に至るかどうかについて友人と賭けをし、また性行為の様を盗撮して賭けの相手に見せていたこと、更にその一連の事実が部分的に広く知れ渡ってしまったことが原因で別れているが、それが雪にとってはトラウマになっている。この原因については長野時代の友人も知らずまたは語ろうとしない。それを理由としてか透流もまた郷里長野から離れた土地の高校に通っており、雪と透流は過去の経緯から互いに離れようと郷里の長野を離れたのだが、結果的に現時点では比較的近い所どうしに居住・通学している。このことは透流は高2次のクリスマスのときに知ったのだが、雪は高3になって偶然雨宮莉子に会うまで知らなかった。
なお、第99話（＝単行本第11巻）において初めて顔が描かれている。また、雨宮莉子の兄であることは、第136話（＝単行本第14巻）で初めて明らかにされた。
最終話間近で再び雪の元に現れ上記のことは自らもあずかり知らぬことで、賭けを仕掛けたというのは誤解だと釈明し復縁を迫ったが拒絶される。後に弁護士となったことが最終話で明かされた。
楠木 舞（くすのき まい）
浪丘高校3年生。硬式テニス部所属で副部長。
池谷晶の親友である。兄弟姉妹の多い家庭の長子で、下に3人の弟妹がいる。作中では母性や面倒見の良さを見せるシーンが多い。
土井 沙織（どい さおり）
浪丘高校2年生で、硬式テニス部所属。部内で日頃雪と親しく、互いに少々の無理を頼み合える間柄らしい様子が作中に描かれている。
金谷 裕介（かなや ゆうすけ）
浪丘高校2年生で、硬式テニス部所属。部内では内海が最も親しくしている男子部員。
火野 修（ひの おさむ）
浪丘高校1年生で、硬式テニス部所属。
月島 凛（つきしま りん）
浪丘高校1年生で、硬式テニス部所属。
霧嶋 真琴（きりしま まこと）
推定24歳の女流フォトグラファー。本業の他、専門学校講師や自らのスタジオで写真教室を主宰している。
「外人さんのような」風貌を持ち、性格的には男勝りで勢いがいい。また写真家としての腕も相当のものである。聖志が霧嶋のスタジオを訪れたことで知り合う。これ以前に霧嶋は弟子の雨宮莉子のミスにより偶然聖志が撮影した黒川のポートレートを見ている。その写真に才を感じた霧嶋は、聖志に対し写真に本格的に取り組んでみないかと誘う。
雨宮 莉子（あまみや りこ）
中学3年生。霧嶋真琴が主宰する写真教室の弟子。
霧嶋真琴が撮影したポジとプリントを受け取りに外注先の写真展に出向いた際、自らのミスで聖志の撮影したそれと取り違えて持ち帰ってしまう。これが縁で、聖志と霧嶋を引き合わせる結果になる。雪と会った後、兄の透流に雪の通う学校を知らせる。
湯浅 芽生（ゆあさ めい）
霧嶋の生徒の一人。清水と同じ専門学校に通う19歳。一人暮らしをしている。聖志の悩みに対して相談を受ける役回り。

## 読み切り版
『週刊少年マガジン』2009年19号に掲載。単行本未収録。登場人物は内海聖志、黒川雪、池谷晶の3人のみ。
聖志が晶に恋をしていることを察した雪が色々とアドバイスをするが、次第に聖志は雪のほうに恋心を抱くようになる。雪と疎遠になったまま晶に告白するが、本当は雪のことが好きであることを晶に指摘される。聖志は雪に告白するが回答保留で話は終わる……という内容である。物語の基本的な設定は連載版に近いが、聖志と晶の性格など詳細的な設定は大幅に異なっている。

## 単行本
- 流石景『GE〜グッドエンディング〜』 講談社〈講談社コミックスマガジン〉、全16巻
  1. 2010年1月15日発売 ISBN 978-4-06-384241-8 表紙:黒川雪
  2. 2010年3月17日発売 ISBN 978-4-06-384272-2 表紙:池谷晶
  3. 2010年6月17日発売 ISBN 978-4-06-384316-3 表紙:大沼理沙
  4. 2010年8月17日発売 ISBN 978-4-06-384349-1 表紙:黒川雪
  5. 2010年10月15日発売 ISBN 978-4-06-384387-3 表紙:池谷晶
  6. 2011年1月17日発売 ISBN 978-4-06-384432-0 表紙:大沼理沙
  7. 2011年3月17日発売 ISBN 978-4-06-384464-1 表紙:黒川雪
  8. 2011年6月17日発売 ISBN 978-4-06-384509-9 表紙:黒川雪
  9. 2011年8月17日発売 ISBN 978-4-06-384536-5 表紙:黒川雪
  10. 2011年11月17日発売 ISBN 978-4-06-384582-2 表紙:黒川雪・池谷晶・大沼理沙（背表紙は黒川のみ）
  11. 2012年1月17日発売 ISBN 978-4-06-384616-4 表紙:池谷晶
  12. 2012年4月17日発売 ISBN 978-4-06-384646-1 表紙:黒川雪・池谷晶・内海聖志の後ろ姿（背表紙は黒川と池谷のみ）
  13. 2012年6月15日発売 ISBN 978-4-06-384691-1 表紙:池谷晶
  14. 2012年9月14日発売 ISBN 978-4-06-384739-0 表紙:黒川雪
  15. 2012年12月17日発売 ISBN 978-4-06-384786-4
  16. 2013年2月15日発売 ISBN 978-4-06-384815-1 表紙:登場人物勢ぞろい